# Петров, Александр Васильевич (режиссёр)
Алекса́ндр Васи́льевич Петро́в (род. 31 октября 1949) — оперный режиссёр, создатель и художественный руководитель Санкт-Петербургского государственного детского музыкального театра «Зазеркалье», профессор Российского государственного института сценических искусств (Санкт-Петербург), народный артист Российской Федерации (2011).

## Биография
В 1974 году окончил факультет оперной режиссуры Ленинградской консерватории им. Н. А. Римского-Корсакова.
С 1974 по 1987 год работал режиссёром-постановщиком в Малом оперном театре.

## Награды
- Орден Почёта (2005)[2].
- Орден «Знак Почёта».
- Народный артист Российской Федерации (2011).
- Заслуженный деятель искусств Российской Федерации (1998).
- Знак отличия «За заслуги перед Санкт-Петербургом».
- Лауреат премий правительства Санкт-Петербурга в области литературы, искусства и архитектуры за уникальный вклад в развитие оперного искусства для детей (1996), вклад в музыкальную культуру (2005)[3] и создание оперного спектакля Джоаккино Россини «Золушка» (2009)[4].
- Лауреат премии «Золотая маска» в номинации «За выдающийся вклад в развитие театрального искусства» (2022)[5]

Спектакли «Зазеркалья» в постановке А. В. Петрова отмечены многими театральными премиями, в том числе многократно — Российской Национальной театральной премией «Золотая маска» и Высшей театральной премией Санкт-Петербурга «Золотой софит»,,.

## Постановки

### Малый оперный театр
- «Риголетто» Верди
- «Иоланта» Чайковского
- «Фердинанд Великолепный» Баневича
- «Три щелка» Шостаковича
- «Джанни Скикки» Пуччини
- «Человек из Ламанчи» Ли
- «Медиум» Менотти (впервые в России)

### Мариинский театр
- «Любовь к трём апельсинам» Прокофьева
- «Соловей» Стравинского
- «Свадьба Фигаро» Моцарта
- «Сказка о царе Салтане» Римского-Корсакова

### Другие театры Санкт-Петербурга
- «Мещанин во дворянстве», мюзикл Гладкова по комедии Мольера (БДТ им. Г. А. Товстоногова)
- «Крошка Цахес» по новелле Гофмана (ТЮЗ им. А. А. Брянцева)
- «Барышня-крестьянка» Пономаренко и Фридмана (Театр на Литейном)
- «Дамы и гусары» Рогалева и Фредро (Театр комедии имени Н. П. Акимова)

### Театры Москвы
- «Иоланта» Чайковского (Центр оперного пения Галины Вишневской)
- «Двенадцать месяцев» Баневича (Московский академический государственный детский музыкальный театр им. Н. И. Сац)
- "Беатриче и Бенедикт" Г. Берлиоза (Большой Театр России)

### Грузинский театр оперы и балета им. Палиашвили,Тбилиси
- «Трубадур» Верди
- «Борис Годунов» Мусоргского

### Государственная опера Стара Загора, Болгария
- «Кола Брюньон» Кабалевского
- «Борис Годунов» Мусоргского

### Театр «Зазеркалье»
- «Алиса в Зазеркалье» Подгайца
- «Богема» Пуччини
- «Вестсайдская история» Бернстайна
- «Волшебная флейта» Моцарта
- «Гиперболоид инженера Гарина» С. Плешака
- «Городок в табакерке» Баневича
- «Детский альбом» на музыку Чайковского
- «Джанни Скикки» Пуччини
- «Директор театра» Моцарта
- «Дюймовочка» Жученко
- «Золушка» Россини
- «Иоланта» Чайковского
- «История карлика Якоба и принцессы Мими» Цеслюкевич
- «Итальянка в Алжире» Россини
- «Капитан Фракасс» Баскина
- «Кармен» Бизе
- «Красная рука, чёрная простыня, зелёные пальцы!!!» (по мотивам произведений Успенского и Усачёва)
- «Летучая мышь» Штрауса
- «Лефортовская ведьма» Высоцкого
- «Любовник Мельпомены» Банщикова
- «Любовный напиток» Доницетти
- «Мадам Баттерфляй» Пуччини
- «Ноев ковчег» Бриттена
- «От Петербурга до Миргорода» («Шинель» Кузнецова; «Опера о том, как поссорились Иван Иванович с Иваном Никифоровичем» Банщикова)
- «Пастушка и трубочист» на музыку Баха
- «Порги и Бесс» Гершвина
- «Прекрасная Елена» Оффенбаха
- «Приключения Незнайки» Баскина
- «Робинзон Крузо» Важова
- «Рождественская мистерия» на музыку Баха
- «Синяя птица» С. Плешака
- «Сказание о Рикки-Тикки-Тави» Жученко
- «Сказка о беглом солдате и чёрте» Стравинского
- «Сказка о Соловье, Императоре и Смерти» по сказке Андерсена
- «Сказки Гофмана» Оффенбаха
- «Снег в Венеции» (по мотивам опер «Служанка-госпожа» Перголези и «Дирижёр капеллы» Чимарозы)
- «Старик Хоттабыч» С. Плешака
- «Страсти по Каштанке» Пономаренко
- «Тайный брак» Чимарозы
- «Так поступают все» Моцарта
- «Три щелка» Шостаковича
- «Фердинанд Великолепный» Баневича
- «Финист ясный сокол» Рогалёва
- «Хоббит» Львовича
- «Царская невеста» Римского-Корсакова